# Authon (Alpes-de-Haute-Provence)
Authon ist eine französische Gemeinde  mit 59 Einwohnern (Stand 1. Januar 2022) im Département Alpes-de-Haute-Provence in der Region Provence-Alpes-Côte d’Azur. Sie gehört zum Arrondissement Forcalquier und zum Kanton Sisteron. Sie grenzt im Norden an Bayons, im Nordosten an Barles, im Südosten an La Robine-sur-Galabre, im Süden an Hautes-Duyes und Le Castellard-Mélan, im Südwesten an Saint-Geniez sowie im Nordwesten an Valavoire.

## Bevölkerungsentwicklung
| Jahr      | 1962 | 1968 | 1975 | 1982 | 1990 | 1999 | 2008 | 2013 |
| --------- | ---- | ---- | ---- | ---- | ---- | ---- | ---- | ---- |
| Einwohner | 28   | 22   | 23   | 21   | 38   | 33   | 40   | 40   |